# Ecologistas en Acción
Ecologistas en Acción es una confederación de grupos ecologistas de España. Su unificación se produjo en diciembre de 1998.
Con una estructura asamblearia, forma parte del ecologismo social, que entiende que los problemas ambientales tienen su origen en un modelo de producción y consumo cada vez más globalizado e insostenible (productivismo y consumismo), del que derivan también otros problemas sociales; modelo que consideran necesario transformar si se quiere evitar la crisis ecológica. Pretenden asimismo recuperar la conciencia de los límites de la biosfera.
Para ello realiza campañas de sensibilización así como denuncias públicas contra aquellas actuaciones que dañan el medio ambiente. 
Ecologistas en Acción edita además la revista Ecologista, tomando el relevo de Gaia en 1999.

## Historia
En 1978, año de la tercera y última reunión de la Federación del Movimiento Ecologista, se produjo una disgregación de los grupos ecologistas españoles. En los años 90, la evidencia de la limitada capacidad del movimiento ecologista para generar respuestas, empezó a impulsar una corriente favorable a la federación de los distintos colectivos. Así, en 1998 se creó Ecologistas en Acción a partir de multitud de grupos ecologistas locales y regionales, muchos de los cuales ya se habían agrupado en Aedenat ('Asociación Ecologista de Defensa de la Naturaleza') y la CODA ('Coordinadora de Organizaciones de Defensa Ambiental'), así como en otros grupos ecologistas ligados a la izquierda. Entre los miembros fundadores destacan históricos del ecologismo español como Ladislao Martínez, José Luis García Cano y Santiago Martín Barajas primer coordinador general (1998-2002)
El objetivo fue crear una confederación ecologista en red con un nombre común que potenciara su presencia en la sociedad, de modo que el activismo en los grupos pequeños pudiera tener un impacto equiparable al de Greenpeace, WWF/Adena, Amigos de la Tierra o SEO/Birdlife. En cualquier caso, de la unificación se excluyeron por propia voluntad algunos grupos grandes como el GOB, en Baleares, o Acció Ecologista - Agró, en la Comunidad Valenciana, así como la mayoría de los grupos catalanes. Estos últimos constituirían, en 2002, la Federación de Ecologistes de Catalunya.

### RevistaEl Ecologista
La revista El Ecologista se comenzó a publicar en 1979 siguiendo una línea contracultural. Años más tarde, tras su desaparición, se creó en 1993 Gaia como órgano de difusión de la CODA, que se transformó de nuevo en Ecologista en 1999 tras la fundación de la confederación estatal Ecologistas en Acción, que la edita actualmente.

## Ideología
La organización está compuesta por miembros de diversos orígenes políticos y no está adscrita a ningún movimiento político. El único denominador común de sus activistas y socios es la defensa del medio ambiente encuadrada en la ecología social. Según sus principios ideológicos:

"Ecologistas en Acción es una organización social plural donde caben diferentes formas de vivir el ecologismo, y donde entendemos que el destino de las sociedades humanas es inseparable de los ecosistemas naturales. 

Este convencimiento parte de la concepción de nuestro planeta como una intrincada conjunción de sutiles equilibrios entre los diferentes ecosistemas y las diferentes especies, la humana incluida. Sus actos y sus estructuras están estrechamente relacionados, conformando una parte de lo que llamamos naturaleza. 
Nuestra relación con la naturaleza no puede seguir basándose en la idea de explotación y dominación. Tenemos que enfrentar con urgencia la crisis ecológica global que afecta de forma desigual a las personas en el mundo. Queremos impedir que se violen sistemáticamente los derechos humanos y ambientales de la mayor parte de la humanidad a causa de mantener funcionando nuestro actual modelo de producción y consumo que impulsa la privatización y mercantilización de todos los bienes y recursos, generando así cada vez más pobreza y miseria." [...]
"Las culturas derivadas del productivismo han tenido, a lo largo de la historia, unas relaciones insensibles e insensatas con la Tierra. La naturaleza se consideraba una fuente inagotable de recursos y un sumidero infinito donde depositar todo tipo de residuos. Ahora sabemos que las acciones humanas y las estructuras sociales están perturbando seriamente los equilibrios de la 
biosfera y que no es posible salvaguardar el medio ambiente común sin tener en cuenta las sociedades humanas, ni a la inversa, trabajar por una sociedad justa y armoniosa, que permita el desarrollo personal de sus individuos, sin la búsqueda de unas relaciones con la naturaleza que no perturben brutalmente sus ciclos y equilibrios. 

La ecología nos devuelve la conciencia del límite."

Se centra en elaborar alternativas viables en todas las áreas en las que se trabaja.
Su funcionamiento por democracia directa interna, sin embargo, podría condicionar su seguimiento preferente por ciertos sectores de la población.

## Estructura

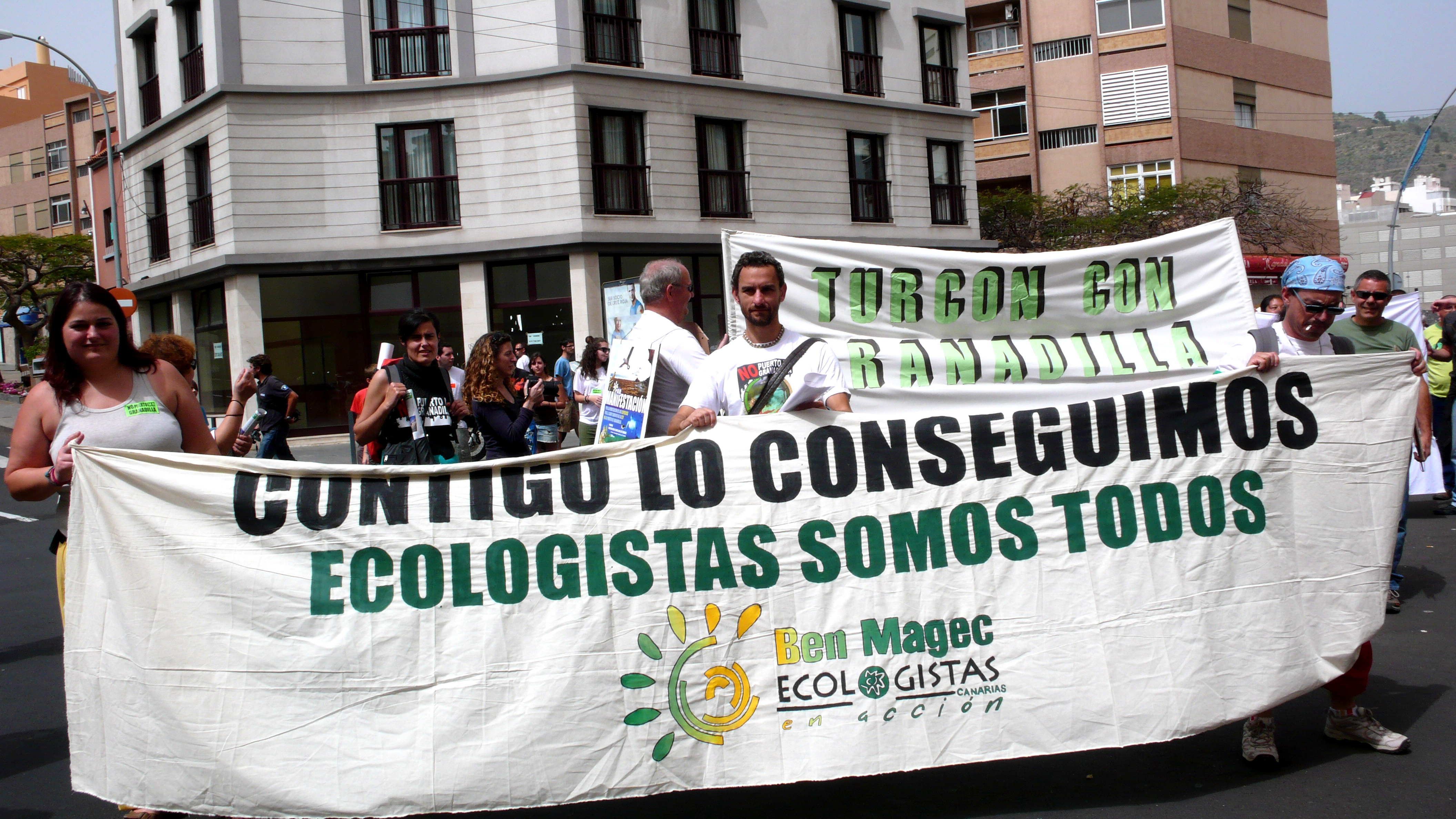
Manifestación convocada por Ben Magec - Ecologistas en Acción

La base organizativa son los grupos locales, los cuales manejan el grueso del presupuesto, deciden sus campañas y cómo llevarlas a cabo. Asimismo, también disponen de autonomía para decidir su formato organizativo (aunque la mayoría de ellos funcionan de manera asamblearia).
Territorialmente, la confederación se estructura en diferentes federaciones, organizadas de acuerdo a la división autonómica del Estado español. Sin embargo, no todas las comunidades autónomas están representadas, pues la implantación de la organización varía según el territorio. En aquellas autonomías cuya división administrativa consta de varias provincias, y donde Ecologistas en Acción sí está representada, la federación a nivel autonómico se subdivide en federaciones provinciales.
Cada federación está compuesta por los grupos locales, los cuales constan, independientemente de su número de socios y/o activistas, de voto individual en la Asamblea Confederal de la organización, celebrada con periodicidad anual. En ella se deciden las líneas maestras de trabajo para el año así como de los temas generales comunes.
La organización cuenta con representación en las comunidades autónomas de Andalucía (la más numerosa en cuanto a grupos locales que la conforman, más de 100), Aragón, Asturias, Canarias, Cantabria, Castilla y León, Castilla-La Mancha, Cataluña, Comunidad de Madrid, Galicia, País Vasco, Extremadura, La Rioja, Navarra, Comunidad Valenciana y Región de Murcia, así como en las ciudades autónomas de Ceuta y Melilla, pero en Baleares no.
Funcionalmente, se estructura asimismo en diferentes áreas de trabajo, dependiendo de los males ambientales que se pretenda tratar. Dependiendo del tamaño de los grupos, el reparto de las áreas se efectúa entre diferentes comisiones que asumen distintas áreas; obviamente, los grupos más pequeños no tienen necesidad de estructurarse en comisiones. Las áreas de trabajo son también importantes de cara a la organización de las Asambleas Confederales.

## Presupuestos y financiación

### Áreas de trabajo
Los ámbitos de actuación, a menudo solapados, son los siguientes:
- Agroecología: lucha contra los transgénicos y promoción de la agricultura ecológica.[6]
- Agua: uso sostenible de los recursos hídricos, especialmente de las aguas continentales; destacan las campañas contra el Plan Hidrológico Nacional.
- Animales: denuncia actividades que consideran entrañan crueldad para con los animales, siendo partidarios de la abolición de las corridas de toros.[7][8]
- Antiglobalización: campañas contra la globalización económica y cualquier acto de ámbito internacional.
- Cambio climático: campañas de alerta contra el calentamiento global y la combustión.[9]
- Consumo: denuncia del derroche provocado por la economía productivista.[10][11] En esta área se encuentra especialmente dedicado el colectivo ConsumeHastaMorir, a menudo con campañas satíricas.
- Contaminación: denuncia de las diferentes formas de contaminación, desde la atmosférica hasta la lumínica, entre muchas otras.[12]
- Ecofeminismo: ecología desde una perspectiva de género.[13]
- Educación: denuncia el contenido antiambiental de numerosos textos educativos y organiza campañas de sensibilización ambiental.
- Energía: denuncia los impactos ambientales provocados por las diferentes formas de obtención de energía; obviamente ligada con el área de cambio climático y los residuos peligrosos, como los nucleares.[14][15]
- Medio marino: promueve la explotación sostenible del medio marino y denuncia episodios de peligro de contaminación marina, como en el caso de los petroleros, o las agresiones al litoral.
- Naturaleza: promueve la protección de espacios naturales, incluyendo las vías pecuarias, y denuncia las agresiones a espacios protegidos.
- Patrimonio: dedicada a denunciar las agresiones contra el patrimonio histórico.
- Residuos: promueve la reducción de residuos en los sistemas de producción moderna y denuncia las malas prácticas en la gestión de residuos, incluyendo el desinterés en el reciclaje o los vertidos incontrolados de residuos peligrosos.
- Transporte: denuncia la insostenibilidad del sistema de transporte actual, basado en el transporte privado (coche) y en la construcción de infraestructuras de alta velocidad o aeropuertos, y promueve usos más sostenibles como el transporte público cargado con electricidad renovable, la bicicleta, además de andar.
- Urbanismo: denuncia los abusos urbanísticos y la insostenibilidad del modelo urbanístico moderno.[16][17]
- Defensa jurídica: dedicada a apoyar a los diferentes grupos en las denuncias de agresiones ambientales, así como a elaborar propuestas normativas y a formar a miembros de la organización.

### En internet
En Internet colabora en Nodo50 y desarrolla los proyectos Ecologistas TV, EcoSpip y Ecowiki, entre otros.

### Publicaciones
Además de la revista cuatrimestral Ecologista ya mencionada, la organización dispone de una editorial para la publicación de numerosos textos de temática ecologista social: Libros en Acción.